# 飯尾一慶
飯尾一慶（1982年2月23日—），日本職業足球員，日本20歲以下足球代表隊成員。

## 俱乐部生涯
1999年，飯尾一慶在東京綠茵开始足球生涯。2002年转会至川崎前鋒，2005年转会至川崎前鋒，2006年转会至福岡黃蜂，2014年转会至橫濱FC。

## 日本國家足球隊
飯尾一慶参加了2001年世界青年錦標賽。

## 外部連結
- （日語）J.League Data Site （页面存档备份，存于）